# Cantone di Auxonne
Il Cantone di Auxonne è una divisione amministrativa dell'arrondissement di Digione.
A seguito della riforma approvata con decreto del 18 febbraio 2014, che ha avuto attuazione dopo le elezioni dipartimentali del 2015, è passato da 16 a 35 comuni.

## Composizione
I 16 comuni facenti parte prima della riforma del 2014 erano:
- Athée
- Auxonne
- Billey
- Champdôtre
- Flagey-lès-Auxonne
- Flammerans
- Labergement-lès-Auxonne
- Magny-Montarlot
- Les Maillys
- Poncey-lès-Athée
- Pont
- Soirans
- Tillenay
- Tréclun
- Villers-les-Pots
- Villers-Rotin

Dal 2015 i comuni appartenenti al cantone sono i seguenti 35:
- Athée
- Auxonne
- Billey
- Binges
- Champdôtre
- Cirey-lès-Pontailler
- Cléry
- Drambon
- Étevaux
- Flagey-lès-Auxonne
- Flammerans
- Heuilley-sur-Saône
- Labergement-lès-Auxonne
- Lamarche-sur-Saône
- Magny-Montarlot
- Les Maillys
- Marandeuil
- Maxilly-sur-Saône
- Montmançon
- Perrigny-sur-l'Ognon
- Poncey-lès-Athée
- Pont
- Pontailler-sur-Saône
- Saint-Léger-Triey
- Saint-Sauveur
- Soirans
- Soissons-sur-Nacey
- Talmay
- Tellecey
- Tillenay
- Tréclun
- Vielverge
- Villers-les-Pots
- Villers-Rotin
- Vonges